# Сухомлин, Сергей Иванович
Сергей Иванович Сухомлин (укр. Сергій Іванович Сухомлин; род. 21 июня 1971, Червоноармейск, Ровенская область) — украинский политик и предприниматель. Председатель Государственного агентства восстановления и развития инфраструктуры Украины с 27 сентября 2024 года. Глава Житомира (2015—2024). Депутат Житомирского городского совета V созыва (2006—2010) и Житомирского областного совета VI созыва (2010—2014). Являлся членом партии «Единый центр» и «Европейская солидарность».

## Биография
Родился 21 июня 1971 года в Червоноармейске Ровненской области. В 1988 году окончил Житомирскую общеобразовательную школу № 21.
Выпускник Харьковского высшего танкового командного училища. Прошёл срочную службу в Житомире. После этого являлся коммерческим директором предприятий «Технотроник» и «Визаж».
В 2006 году стал депутатом Житомирского городского совета V созыва от Блока «Наша Украина». Позже вступил в партию «Единый центр». В 2008 году вместе с коллегами по горсовету Геннадием Зубко и Александром Рабиновичем стал основателем общественной организации «Наш дом Житомир». В октябре 2009 года вместе с Зубко и Рабиновичем вышел из партии «Единый центр».
В 2010 году Сухомлин избрался в Житомирский областной совет от «Фронта перемен». На парламентских выборах 2012 года шёл по списку «Батькивщины», но избран не был. Участник Евромайдана. С марта 2014 по ноябрь 2015 года — первый заместитель городского головы Житомира. В 2015 году победил на выборах городского головы Житомира как член партии Блок Петра Порошенко «Солидарность».
В 2016 году окончил Университет государственной фискальной службы Украины по специальности «финансы и кредит».
Накануне местных выборов 2020 года присоединился к партии «Пропозиция». Во втором туре выборов Сухомлин набрал 51,37 % голосов избирателей, тем самым остался главой города на второй срок.
19 сентября 2024 года Житомирским городским советом были досрочно прекращены полномочия городского головы по собственному желанию.
27 сентября 2024 года Кабинетом министров Украины назначен председателем Государственного агентства восстановления и развития инфраструктуры.

## Награды и звания
- Орден «За заслуги» ІІІ степени (23 августа 2021) — за значительный личный вклад в государственное строительство, укрепление обороноспособности, социально-экономическое, научно-техническое, культурно-образовательное развитие Украинского государства, весомые трудовые достижения, многолетний добросовестный труд и по случаю 30-й годовщины независимости Украины[11]
- Орден Данилы Галицкого (28 июня 2017) — за значительный личный вклад в государственное строительство, социально-экономическое, научно-техническое, культурно-образовательное развитие Украины, весомые трудовые достижения и высокий профессионализм[12]

## Семья
С будущей супругой Светланой познакомился в школе. Воспитывает троих детей — Андрея, Юлию и Софию.